# 스바시리촌
스바시리촌(일본어: 須走村)은 일본 시즈오카현의 북동, 후지산 동쪽 경사면에 있던 슨토군의 촌이다. 1956년에 오야마정과 합병하였다.

## 지리
후지산과 단자와 산지에 끼인 해발 800m 고원에 위치한다. 서쪽은 후지산 정상까지가 마을 지역이며, 후지 등산로 스주쿠 입구가 이어진다.

## 역사
- 1889년 4월 1일 - 정촌제 시행에 수반해 슨토군 스바시리촌이 단독으로 자치체를 형성하였다.
- 1954년 - 육상자위대 후지학교 개교로 인구가 급증하여 1950년 당시 592명이었던 인구가 1955년에는 5,067명에 이르렀다.
- 1956년
  - 1월 1일 - 다카네촌이 고텐바시와 합병해 조합이 해산되었다.
  - 9월 30일 - 오야마정에 편입되어 소멸하였다.

## 교통
고텐바시와 야마나카코 방면을 잇는 고슈카이도(국도 138호)의 중간 지점에 위치한다. 기차역은 고텐바선 고텐바역이 가깝다. 또한 고텐바 마차 철도가 지나갔다.